# Кулаково (Горномарийский район)

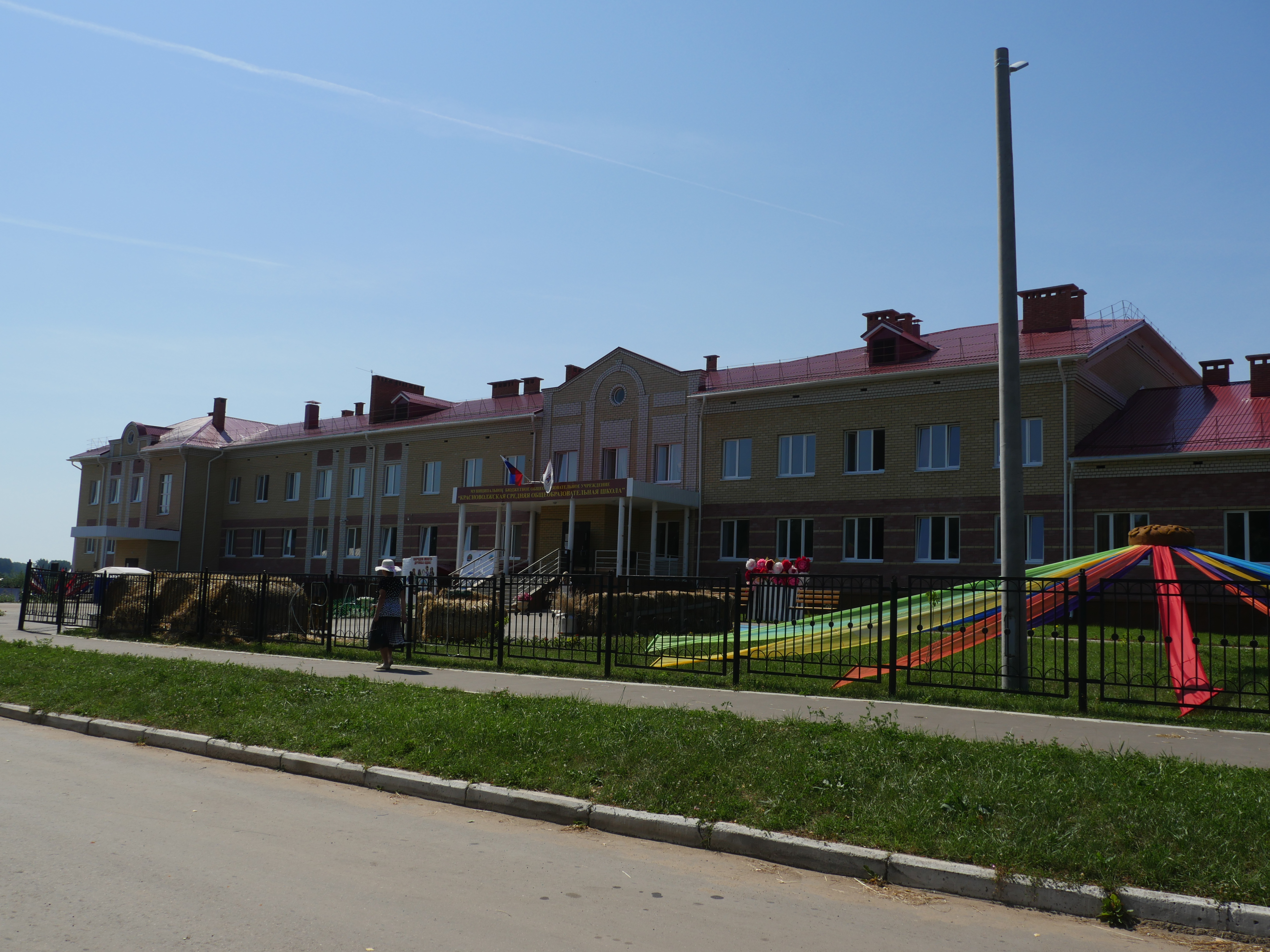
Новая школа села Кулаково

Кулаково (мар. Кулаковы) — село в Горномарийском районе Республики Марий Эл, входит в состав и является административным центром Красноволжского сельского поселения.
Численность населения — 580 чел. (2014 год).

## География
Расположено на правой стороне трассы Козьмодемьянск — Чебоксары, в 12 км на юг от районного центра — города Козьмодемьянска. В 1,5 км на запад от села протекает река Малая Юнга.

## История
Впервые поселение упоминается в 1795 году как выселок Кулаков в 23 двора из деревни Юль Кушерга. Поселение входило в состав Больше-Юнгинской волости Козьмодемьянского уезда Казанской губернии.
В списках населённых мест Казанской губернии 1859 года упоминается под официальным названием деревня Юль-Кушарга, в просторечии — Кулакова, расположенная на почтовом тракте из Козьмодемьянска в Казань к Московскому почтовому тракту «при безымянных родниках»
С 1877 года околодок Кулаков стал центром Кулаковской волости, выделившейся из состава Козьмодемьянской волости.
В 1899 году была построена деревянная церковь с престолом во имя святого равноапостольного царя Константина и матери его Елены, образован приход. В 1939 году церковь была закрыта, здание передано под хозяйственные нужды, позднее — сожжено.
С 1919 года село становится центром сельсовета. Была открыта школа I ступени. С 1921 года село становится центром Красноволжского сельского совета Козьмодемьянского кантона. Некоторое время село имело название Красноволжье.
В 1930 году в селе Кулаково был организован колхоз «Маяк», через три года влившийся в колхоз «Красный партизан» деревни Цатнуры. После войны село вошло в состав укрупненного колхоза имени К. А. Тимирязева, позднее — колхоза имени В. П. Мосолова.
В период с 1954 по 1965 год Красноволжский сельсовет был ликвидирован, Кулаково находилось в составе Четнаевского (1954—1960 гг.) и Усолинского (1960—1965 гг.) сельсоветов.
Активная застройка села происходила в 1970-х годах, тогда же к селу присоединили бывшую деревню Цатнуры.

## Население
| 2002 | 2010 | 2013 | 2014 |
| ---- | ---- | ---- | ---- |
| 459  | ↗510 | ↗549 | ↗580 |

По национальному составу преобладают марийцы.

## Современное положение
В селе располагается администрация сельского поселения, правление племзавода-колхоза имени Мосолова, Красноволжская средняя общеобразовательная школа, социально-культурный комплекс (ранее — дом культуры), сельская библиотека, отделение почтовой связи, фельдшерско-акушерский пункт и ветеринарный участок. Имеется АТС и магазин.
Жилой фонд села формируют индивидуальные и многоквартирные жилые дома. Село газифицировано.
Перед зданием дома культуры установлен памятник-обелиск воинам, погибшим в годы Великой Отечественной войны.